# Francesco Landi
Francesco Landi (Piacenza, 9 de julho de 1682 - Roma, 11 de fevereiro de 1757) foi um cardeal do século XVIII

## Biografia
Nasceu em Piacenza em 9 de julho de 1682. De família patrícia. Quarto filho do conde Odoardo Landi e Elisabetta Lampugnani. Seu sobrenome também está listado como Landus; e como Landi Pietra devido à adoção de seu pai pelo conde Cesare Pietra di Roncarolo. Os outros filhos eram Luigi, Ottaviano e Geltrude.
Estudou na Pontifícia Academia dos Nobres Eclesiásticos, Roma, 1703; e na Universidade La Sapienza , em Roma, onde obteve o doutorado em utroque iure , tanto em direito canônico quanto em direito civil, em 10 de fevereiro de 1733.
O cardeal Renato Imperiali nomeou-o ajudante de estúdio. Pouco depois, o duque Francesco de Parma ordenou-lhe que fosse a Paris como seu embaixador perante a corte francesa. Encontrou o favor do duque de Orleães, regente daquele reino, e tornou-se seu conselheiro em assuntos importantes e delicados. Resolveu voltar a Roma e ingressou na prelazia como referendário dos Supremos Tribunais da Assinatura Apostólica da Justiça e da Graça e prelado doméstico de Sua Santidade em 26 de março de 1733. Secretário da SC para a Disciplina dos Regulares e consultor de o Supremo SC da Inquisição Romana e Universal em 1736. Examinador dos prelados promovidos ao episcopado. Recebeu as ordens menores em 20 de agosto de 1741; o subdiaconado, 27 de agosto de 1741; e o diaconado, 3 de setembro de 1741.
Ordenado em 8 de setembro de 1741.
Eleito arcebispo de Benevento, em 18 de setembro de 1741. Consagrado, em 12 de novembro de 1741, capela paulina, palácio Quirinale, Roma, pelo Papa Bento XIV, auxiliado por Nicola Saverio Santamaria, bispo titular de Cirene, e por Nicola de Simone, bispo titular de Marciana. Assistente no Trono Pontifício, 3 de dezembro de 1741. Realizou visitas frequentes à arquidiocese e todos os anos celebrava um sínodo. Além disso, restabeleceu a disciplina eclesiástica e reformou os costumes. Ele gastou uma quantia considerável de dinheiro embelezando e ornamentando a catedral.
Criado cardeal sacerdote no consistório de 9 de setembro de 1743; o papa enviou-lhe o barrete vermelho com um breve apostólico de 20 de setembro de 1743, com Monsenhor Filippo Maria Pirelli, enabledgatoapostólico e futuro cardeal; recebeu o chapéu vermelho em 21 de maio de 1744; e o título de S. Onofrio, 15 de junho de 1744. Optou pelo título de S. Giovanni a Porta Latina, 13 de setembro de 1745. Renunciou ao governo da arquidiocese de Benevento em 17 de janeiro de 1752; e voltou para Roma. Camerlengo do Sagrado Colégio dos Cardeais, 14 de janeiro de 1754 até 17 de fevereiro de 1755. Prefeito do SC do Index, janeiro de 1755 até sua morte. Protetor da Congregação dos Clérigos Regulares da Mãe de Deus; promoveu com eficiência a causa do Venerável Padre Giovanni Leonardi, fundador daquela congregação.
Morreu em Roma em 11 de fevereiro de 1757, por volta do meio-dia. Exposto na igreja de S. Maria in Pórtico, Roma, onde ocorreram as exéquias solenes em 13 de fevereiro de 1757; e sepultado no meio dessa mesma igreja